# 糖原病
糖原病（とうげんびょう、英: Glycogenosis, Glycogen storage disease）は、グリコーゲン異化(分解)に必要な酵素の先天的異常により肝臓、筋肉などの組織にグリコーゲンが異常に蓄積する病気。糖原蓄積症とも呼ばれる。発育障害、肝腫大、空腹時低血糖、高コレステロール血症などが認められる。ヒトでは欠損酵素に基づいて17の型、犬では4つの型に分類される。多くの型は常染色体劣性遺伝(→遺伝学)である。
難病法により、筋型糖原病と肝型糖原病に分かれて指定難病となった。

## 原因
グリコーゲンの代謝に関わる酵素異常症である。それぞれのグリコーゲン代謝酵素であるタンパク質をコードする遺伝子の病的変異が見つかっている 。

## 疫学
日本における患者数は、筋型糖原病が推定約3,000〜6,000人、肝型糖原病が約1,200人とされている。

## 症状
主に筋肉と肝臓に症状が表れる。
筋肉の症状としては、運動時筋痛、筋硬直、横紋筋融解症、ミオグロビン尿症、筋力低下、筋萎縮、心筋障害などがあげられる。
肝臓の症状としては、低血糖、肝腫大、乳酸アシドーシスなどがあげられる。
合併症状としては、一部の病型において、知的障害、てんかん、小奇形、黄疸、肝腫大、不整脈、突然死などがあげられる。

## 病型
多くの病型があるが、知られた病型として以下のものがある。
| 病型      | 病名          | 主に侵す | 原因遺伝子                  | 特徴的な症状                                                        |
| --------- | ------------- | -------- | --------------------------- | ------------------------------------------------------------------- |
| 0型       |               | 筋肉     | glycogen syntase欠損        | 運動時失神 運動不耐                                                 |
| I型       | von Gierke病  | 肝臓     | G6Pase欠損                  | 低身長 人形様顔貌 高脂血症 高乳酸血症                               |
| II型      | Pompe病       | 全身     | α1,4glucosidase欠損         | 心肥大 筋力低下 肝腫大                                              |
| III型     | Cori病        | 肝・筋   | debranching enzyme欠損      | 肝腫大 筋力低下                                                     |
| IV型      | Andersen病    | 肝・筋   | branching enzyme欠損        | 新生児低血圧 肝硬変 心筋障害                                        |
| V型       | McArdle病     | 筋肉     | 筋型phosphorylase欠損       | 筋力低下                                                            |
| VI型      | Hers病        | 肝臓     | 肝型phosphorylase欠損       | 肝硬変 低血糖                                                       |
| VII型     | 垂井(Tarui)病 | 筋肉     | PFKase欠損                  | 筋力低下 溶血                                                       |
| IX型      |               | 肝・筋   | phosphorylase kinase欠損    |                                                                     |
| PGK欠損症 |               | 筋・大脳 | phosphoglycerate kinase欠損 | 運動不耐 筋痛・筋硬直 横紋筋融解症 知的障害 てんかん 進行性筋力低下 |
| X型       |               | 筋肉     | phosphoglycerate mutase欠損 | 運動不耐 筋痛・筋硬直 横紋筋融解症                                  |
| XI型      | 菅野(Kanno)病 | 筋肉     | lactate dehydrogenase欠損   | 運動不耐 筋痛・筋硬直 横紋筋融解症                                  |
| XII型     |               | 筋肉     | aldolase欠損                | 運動不耐 筋痛・筋硬直 横紋筋融解症 黄疸 発達遅滞                    |
| XIII型    |               | 筋肉     | enolase欠損                 | 運動不耐 筋痛・筋硬直 横紋筋融解症                                  |
| XIV型     |               | 筋肉     | phosphoglucomutase欠損      | 運動不耐 筋痛・筋硬直 横紋筋融解症 糖鎖修飾異常                     |
| XV型      |               | 筋肉     | glycogenin 1欠損            | 筋力低下 不整脈                                                     |